# Флореста-ду-Арагуая

Флореста-ду-Арагуая на карте штата.

Флореста-ду-Арагуая (порт. Floresta do Araguaia) — муниципалитет в Бразилии, входит в штат Пара. Составная часть мезорегиона Юго-восток штата Пара. Входит в экономико-статистический микрорегион Консейсан-ду-Арагуайа. Население составляет  17 768 человек на 2010 год. Занимает площадь 3444,285 км². Плотность населения — 5,16 чел./км².

## Демография
Согласно сведениям, собранным в ходе переписи 2010 г. Национальным институтом географии и статистики (IBGE), население муниципалитета составляет:
| Полное население                               | Полное население                               | Полное население                               | Полное население                               | 17 768 |
| ---------------------------------------------- | ---------------------------------------------- | ---------------------------------------------- | ---------------------------------------------- | ------ |
| в том числе:                                   | Городское население                            | 8714                                           | Процент городского населения, %                | 49,04  |
|                                                | Сельское население                             | 9054                                           | Процент сельского населения, %                 | 50,96  |
|                                                | Мужское население                              | 9551                                           | Процент мужского населения, %                  | 53,75  |
|                                                | Женское население                              | 8217                                           | Процент женского населения, %                  | 46,25  |
| Плотность населения, чел/км²                   | Плотность населения, чел/км²                   | Плотность населения, чел/км²                   | Плотность населения, чел/км²                   | 5,16   |
| Население муниципалитета в % к населению штата | Население муниципалитета в % к населению штата | Население муниципалитета в % к населению штата | Население муниципалитета в % к населению штата | 0,23   |

По данным оценки 2015 года, население муниципалитета составляет 19 261 жителя.

## Статистика
- Валовой внутренний продукт на 2003 год составляет 156 958 447,00 реалов (данные: Бразильский институт географии и статистики).
- Валовой внутренний продукт на душу населения на 2003 год составляет 10 564,61 реалов (данные: Бразильский институт географии и статистики).
- Индекс развития человеческого потенциала на 2000 год составляет 0,673 (данные: Программа развития ООН).

## Важнейшие населенные пункты
| №  | Населённый пункт    | Населённый пункт (порт.) | Категория | Население чел. (2010) | На карте                       |
| -- | ------------------- | ------------------------ | --------- | --------------------- | ------------------------------ |
| 1  | Флореста-ду-Арагуая | Floresta do Araguaia     | город     | 8714                  | 7°33′36″ ю. ш. 49°42′14″ з. д. |
| 2  | Бела-Виста          | Bela Vista               | поселок   | 845                   | 7°29′25″ ю. ш. 49°23′10″ з. д. |
| 3  | Бон-Жезус           | Bom Jesus                | поселок   | 466                   | 7°39′39″ ю. ш. 49°31′14″ з. д. |
| 4  | Аметиста            | Ametista                 | поселок   | 349                   | 7°36′36″ ю. ш. 49°23′50″ з. д. |
| 5  | Мендонса            | Mendonça                 | поселок   | 283                   | 7°43′55″ ю. ш. 49°25′58″ з. д. |
| 8  | Пау-ди-Рему         | Pau de Remo              | поселок   | 342                   | 1°46′42″ ю. ш. 46°52′18″ з. д. |
| 9  | Тентугал            | Tentugal                 | поселок   | 334                   | 1°19′32″ ю. ш. 47°02′08″ з. д. |
| 10 | Километро 64        | Km 64                    | поселок   | 252                   | 1°37′55″ ю. ш. 46°48′05″ з. д. |